# Ank Bijleveld
Ank Bijleveld   (IJsselmuiden, 17 de març de 1962) és una política neerlandesa de la Crida Demòcrata Cristiana (CDA), ministra de Defensa al tercer gabinet del primer ministre Mark Rutte des del 26 d'octubre de 2017 fins al 17 de setembre de 2021.
Funcionària d'ocupació, va ser membre de la Cambra de Representants des del 16 de novembre de 1989 fins al 16 de gener de 2001, quan va ser nomenada alcaldessa de Hof van Twente, des de l'1 de gener de 2001 fins al 22 de febrer de 2007. Va dimitir després de ser nomenada secretària d'Estat per a l'Interior i les Relacions del Regne al quart gabinet de Balkenende, des del 22 de febrer de 2007 fins al 14 d'octubre de 2010. Després de les eleccions de 2010, Bijleveld va tornar a la Cambra de Representants des del 17 de juny de 2010 fins a l'1 de gener de 2011 quan va dimitir després de ser nomenada com a comissària del rei d'Overijssel. Després de les eleccions del 2017, se li va demanar a Bijleveld que esdevingués ministre de Defensa al gabinet Tercer Rutte. Bijleveld va acceptar i va dimitir com a comissària del rei d'Overijssel el mateix dia que va prendre possessió com a nova ministra de Defensa el 26 d'octubre de 2017.

## Biografia
Bijleveld va néixer a la província d'Overijssel. Entre 1980 i 1986, va estudiar administració pública a la Universitat de Twente.

### Carrera política
El 1986 Bijlevel es va convertir en membre del consell municipal d'Enschede per a la Crida Democràtica Cristiana. Va ser membre de la Cambra de Representants des del 16 de novembre de 1989 fins al 16 de gener de 2001. Va ser alcaldessa d'Hof van Twente des de l'1 de gener de 2001 fins al 22 de febrer de 2007, quan va renunciar a ser secretària d'Estat per a les Relacions de l'Interior i del Regne en el gabinet del Quart Balkenende fins al 14 d'octubre de 2010. El 17 de juny de 2010 va tornar a ser membre de la Cambra de Representants. Va ser diputada al Parlament Europeu fins a l'1 de gener de 2011 quan es va convertir en Comissària del Rei d'Overijssel.

### Ministra de Defensa, 2017–2021
Bijlevel va abandonar aquest lloc el 2017 quan va ser nomenada ministra de Defensa.
Al principi del seu mandat, Bijlevel va supervisar els esforços holandesos per interrompre un intent de 2018 dels agents d'intel·ligència russos de piratejar l'Organització per a la Prohibició de les Armes Químiques (OPAQ).
L'octubre de 2019, periodistes de NRC i ENS van revelar que un atac aeri contra la ciutat iraquiana de Hawija a principis de juny de 2015 havia estat dut a terme per F16 holandesos. Aquest bombardeig d'un dipòsit d'armes va causar 70 morts civils. El predecessor de Bijlevel, Jeanine Hennis-Plasschaert, era conscient d'això, però havia informat incorrectament la Cambra de Representants. Es va criticar Bijlevel, perquè ella també en podria haver informat abans la Cambra de Representants. Per aquesta raó, la diputada Isabelle Diks va presentar una moció de censura el 5 de novembre de 2019, secundada per 71 parlamentaris. En aquest debat parlamentari, Rutte i Bijlevel van declarar que el número de setanta civils morts era incert i que tampoc era conegut pel Comandament Central dels Estats Units. No obstant això, després de les recerques de la NRC i l'ENS, el Comandament Central dels Estats Units va confirmar que havien conegut aquest nombre de baixes durant un temps. El fet que els periodistes poguessin obtenir aquesta informació va portar a un quart debat sobre aquest atemptat. En aquest debat, Bijlevel va sobreviure a un altre vot de no confiança, que va ser secundat per només 69 parlamentaris.
Bijlevel va renunciar el 17 de setembre de 2021 després que la Cambra de Representants presentés una moció de desaprovació sobre com ella i Sigrid Kaag van gestionar l'evacuació de l'Afganistan, a pesar que el dia abans havia va dir que no dimitiria.

### Vida personal
Bijlevel està casada amb Riekele Bijlevel des de 1984 i té dues filles. És una catòlica romana.